# Monnina acutifolia
Monnina acutifolia är en jungfrulinsväxtart som beskrevs av Chod.. Monnina acutifolia ingår i släktet Monnina och familjen jungfrulinsväxter. Inga underarter finns listade i Catalogue of Life.